# أوسمار ليغيزامون
أوسمار ليغيزامون (بالإسبانية: Osmar Leguizamón Pavón) هو لاعب كرة قدم باراغواياني في مركزي الهجوم، ولد في 11 مايو 1994 في كونسيبسيون في باراغواي. لعب مع أوليمبيا أسونسيون وسبورتيفو لوكوينو وغودوي كروز.

## وصلات خارجية
- أوسمار ليغيزامون على موقع قاعدة بيانات كرة القدم.إي يو (الإنجليزية)
- أوسمار ليغيزامون على موقع Soccerway.com (الإنجليزية)